# Konradsberg

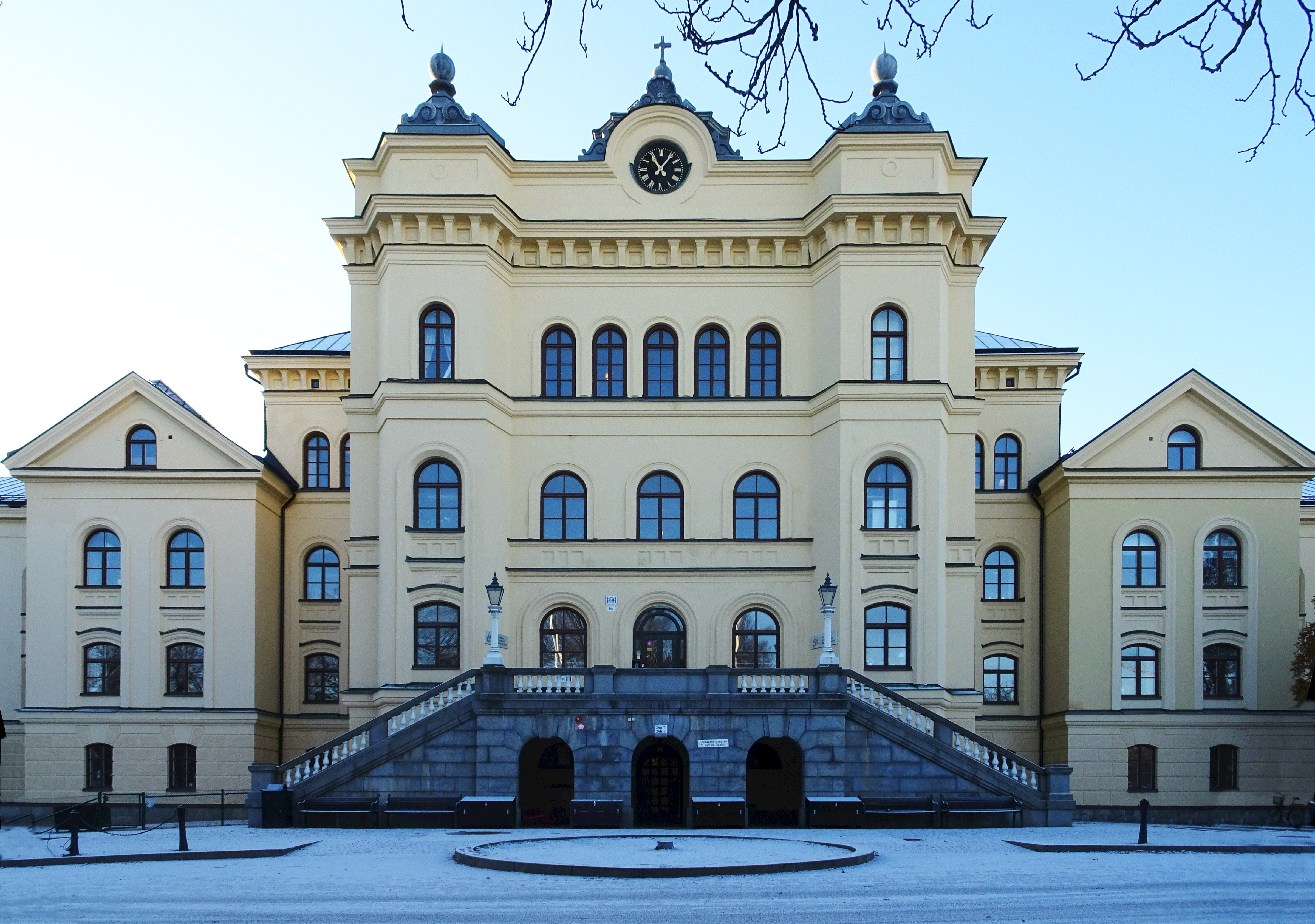
Konradsbergs mittparti, fasad mot nordost.

Konradsberg eller Konradsbergs hospital är ett före detta mentalsjukhus i kvarteret Centauren beläget i stadsdelen Marieberg i Stockholm. Byggnaden, och de kringliggande äldre och nyare husen, har även använts av Lärarhögskolan i Stockholm och sedermera Stockholms universitet för dess lärarutbildningar. Sedan augusti 2009 inrymmer byggnaden friskolan Stockholms Internationella Montessoriskola. Fastigheten Centauren 1 har blivit blåmärkt av Stadsmuseet i Stockholm, vilket innebär "att bebyggelsen bedöms ha synnerligen höga kulturhistoriska värden".

## Nutida bilder

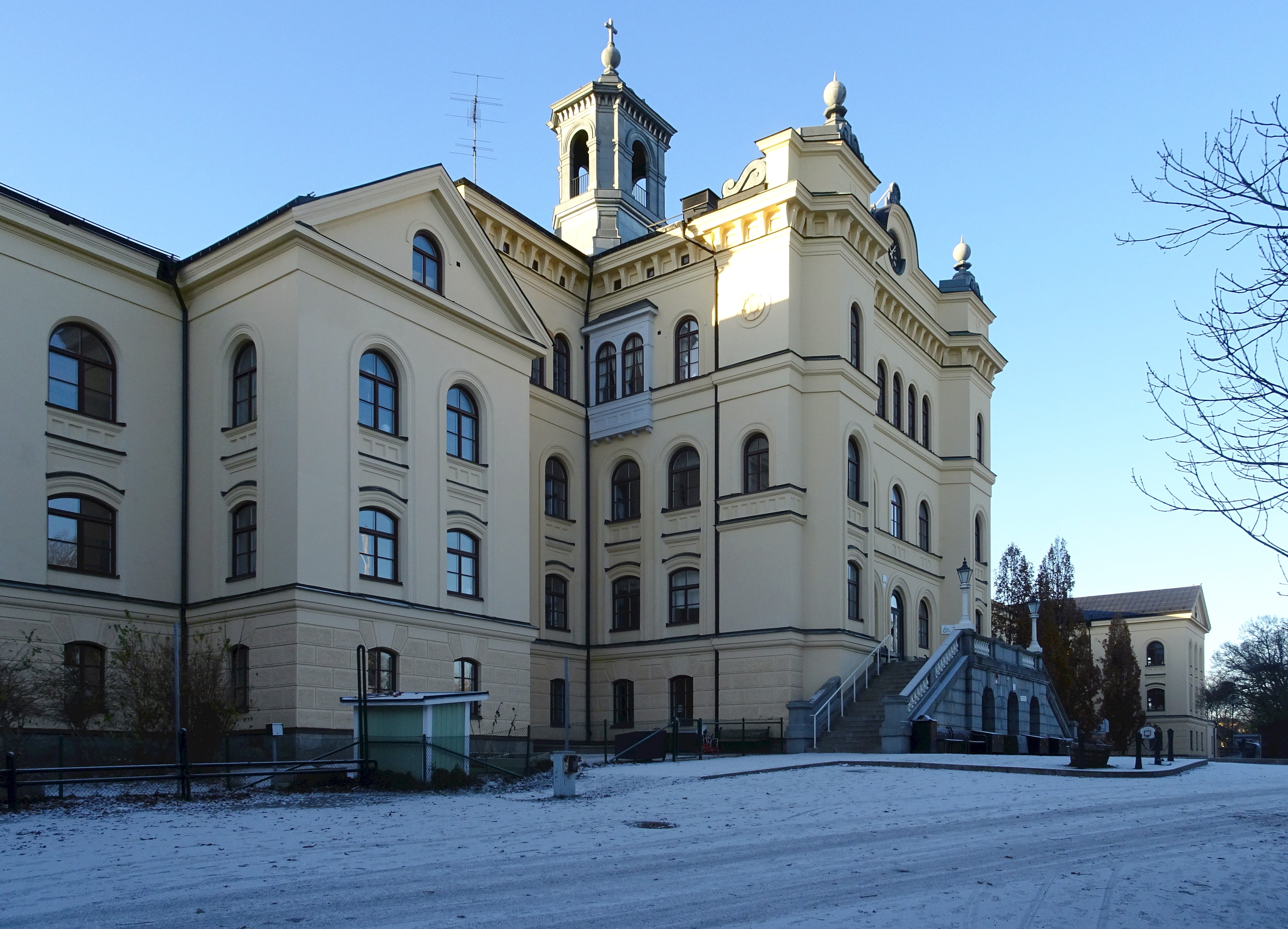
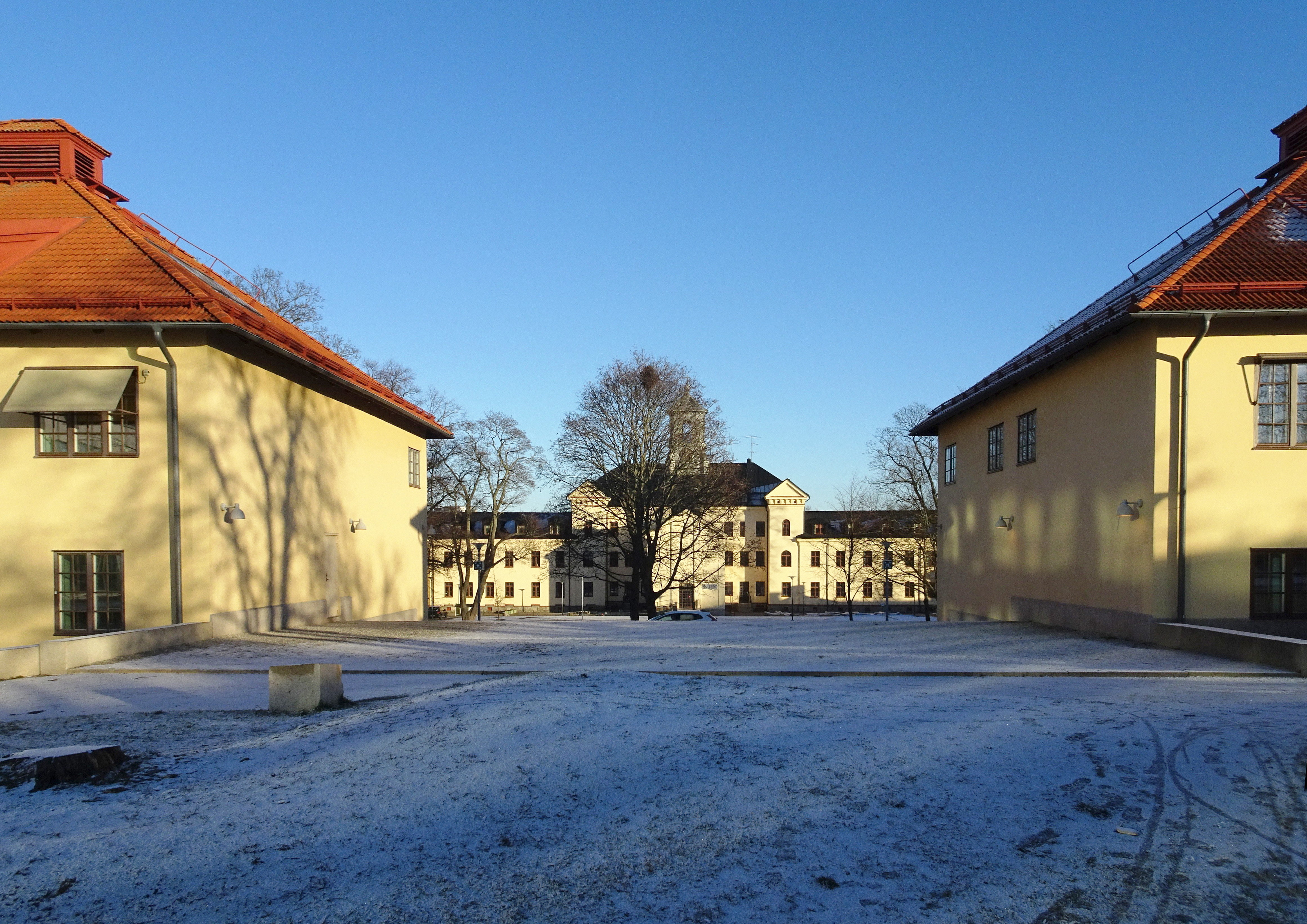
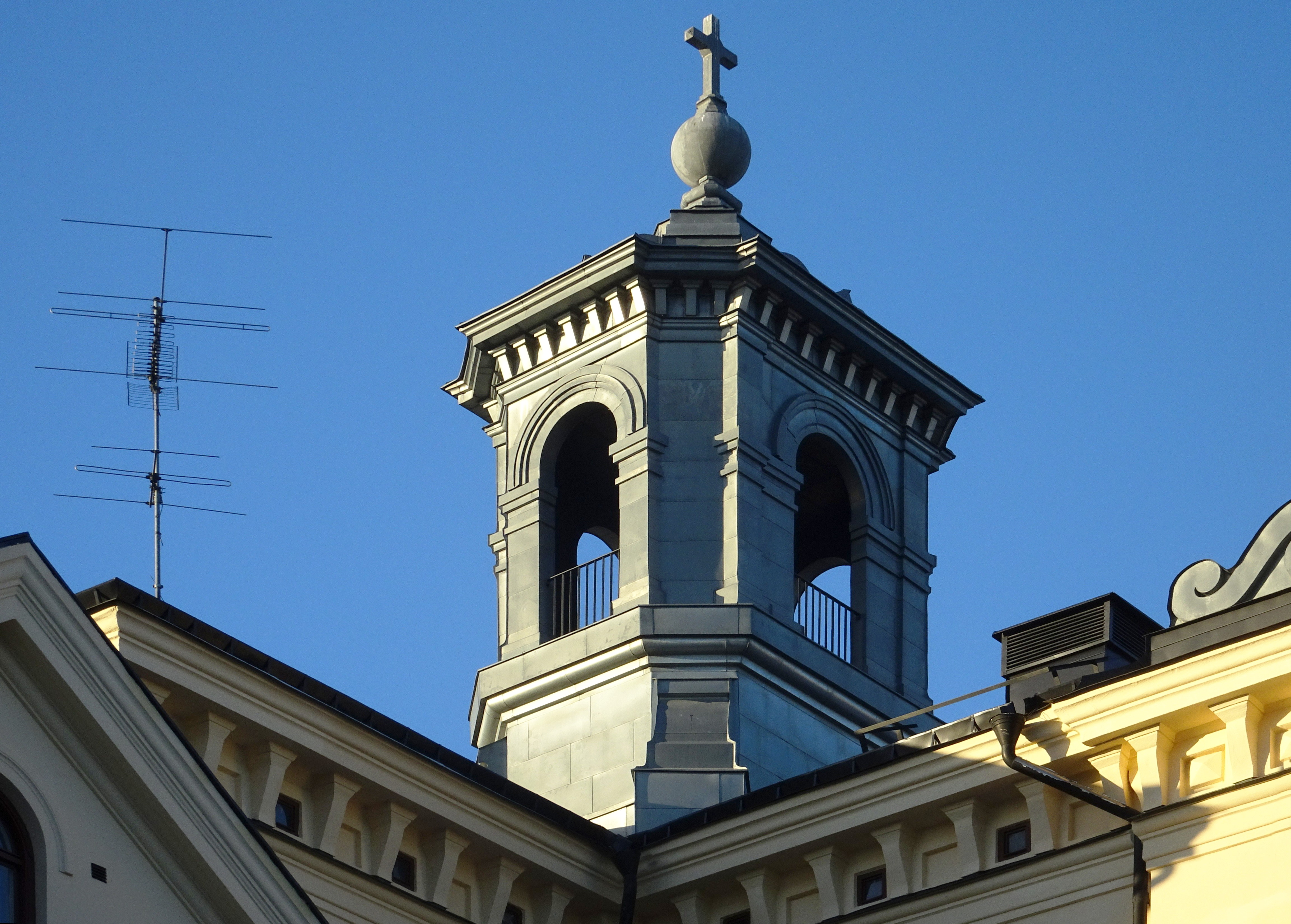
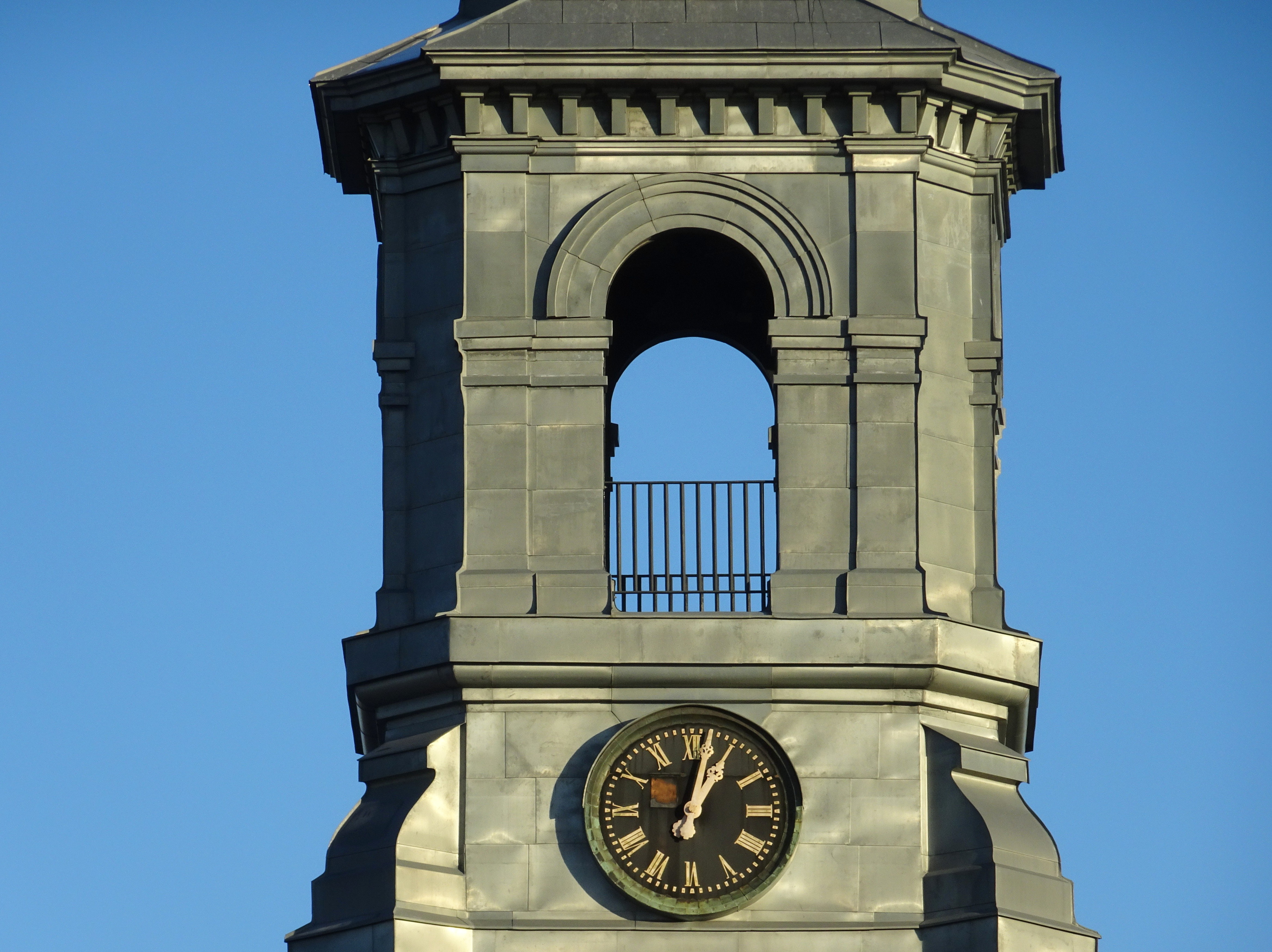
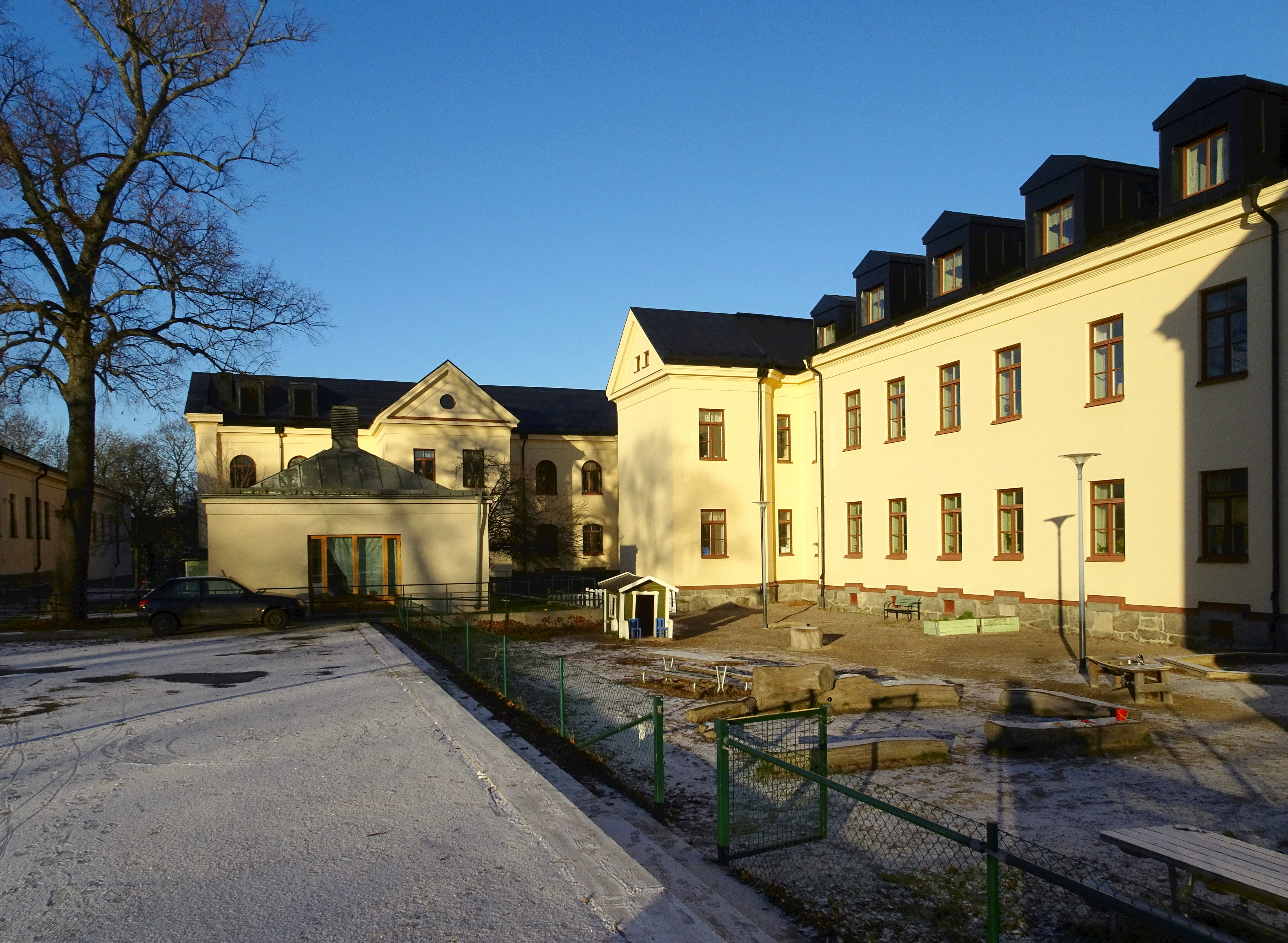

## Historik

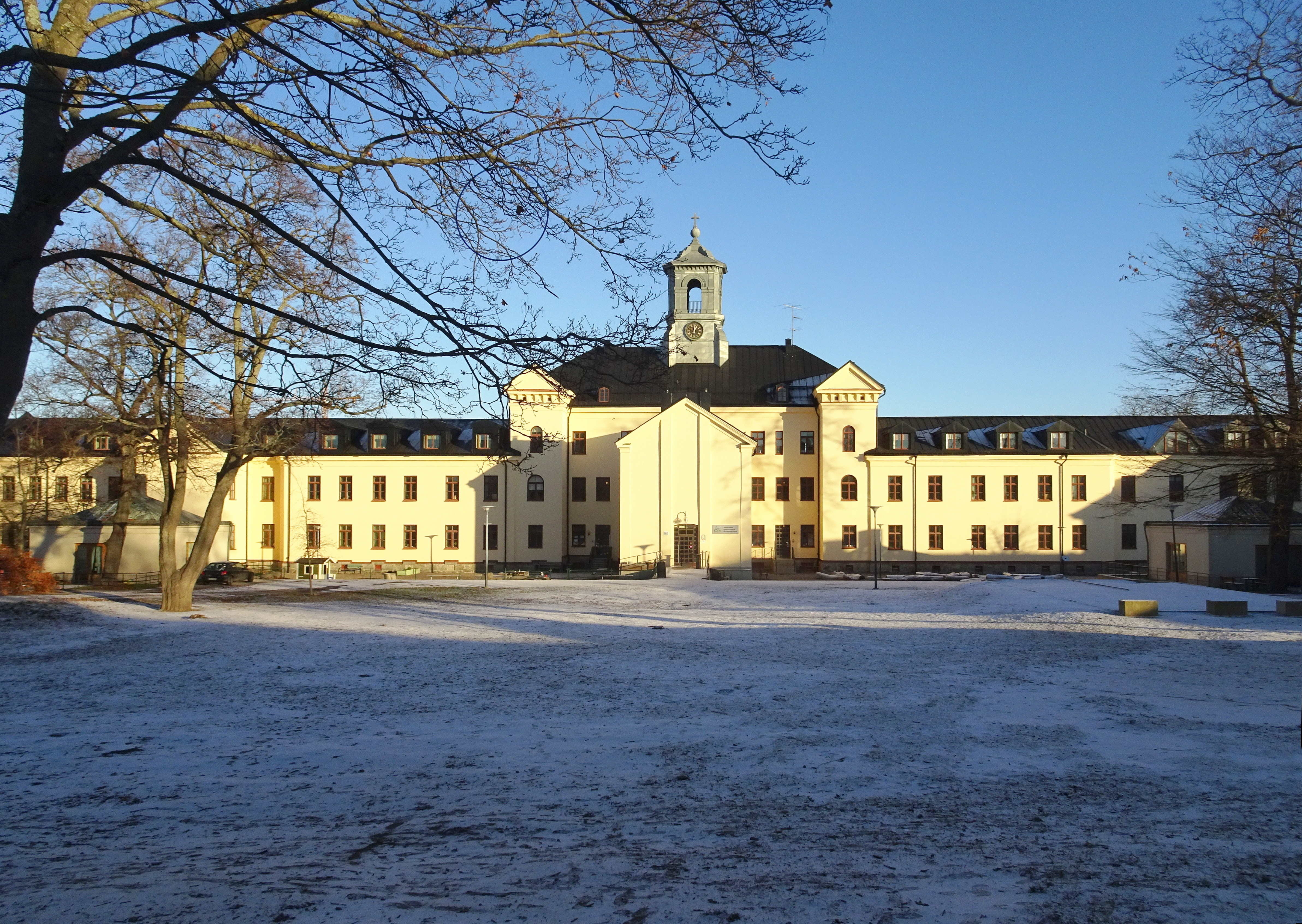
Fasad mot sydväst.

Konradsberg var ett av Sveriges första mentalsjukhus och uppfördes 1855–1861 efter ritningar av arkitekten Albert Törnqvist. År 1873 tillkom flygelbyggnader med cellavdelningen. Byggnaden uppfördes i en slottsliknande stil och fick snabbt smeknamnet ”Dårarnas slott”. På 1850-talet fanns en omfattande debatt där flera framträdande läkare, bland andra  Magnus Huss, ställde krav på Stockholm att ordna bättre förhållanden för de sinnessjuka. Det fanns redan ett mentalsjukhus i Danviken som var i mycket dåligt skick, med mörka lokaler och fukt. Mentalsjukhuset låg vid strandkanten och var därför svårt att renovera.
Konradsberg är placerat i ett stort parkområde. Planen är H-formad med ett enkelsidigt korridorsystem. Byggnadens mittparti är försett med en klocka samt en lanternin krönt av ett kors. De första 101 patienterna flyttades till Konradsberg från Danvikens hospital den 29 november 1861.
I den omgivande parken växer en mängd gamla träd. Området var förut inhägnat och det dröjde till 1980-talet innan allmänheten fick komma in på området. Konradsberg har sitt namn efter murargesällen Konrad Heijsman, som på 1770-talet ägde mark eller en gård i området.

## Husets vidare öden
Det ursprungliga namnet var Stockholms hospital för sinnessjuka eller Konradsbergs hospital, från 1932 Psykiatriska sjukhuset och från den 1 juli 1967 Rålambshovs sjukhus, efter närbelägna Rålambshovs gård. Det användes för psykiatrisk vård fram till 1995 och togs därefter över av Lärarhögskolan i Stockholm. Sedan augusti 2009 inrymmer byggnaden friskolan Stockholms Internationella Montessoriskola (STIMS). År 2013 flyttade även Manillaskolan sin verksamhet till Konradsbergsområdet, som även kallas Campus Konradsberg. I dag inhyser de två flyglarna från 1870-talet 42 bostäder.

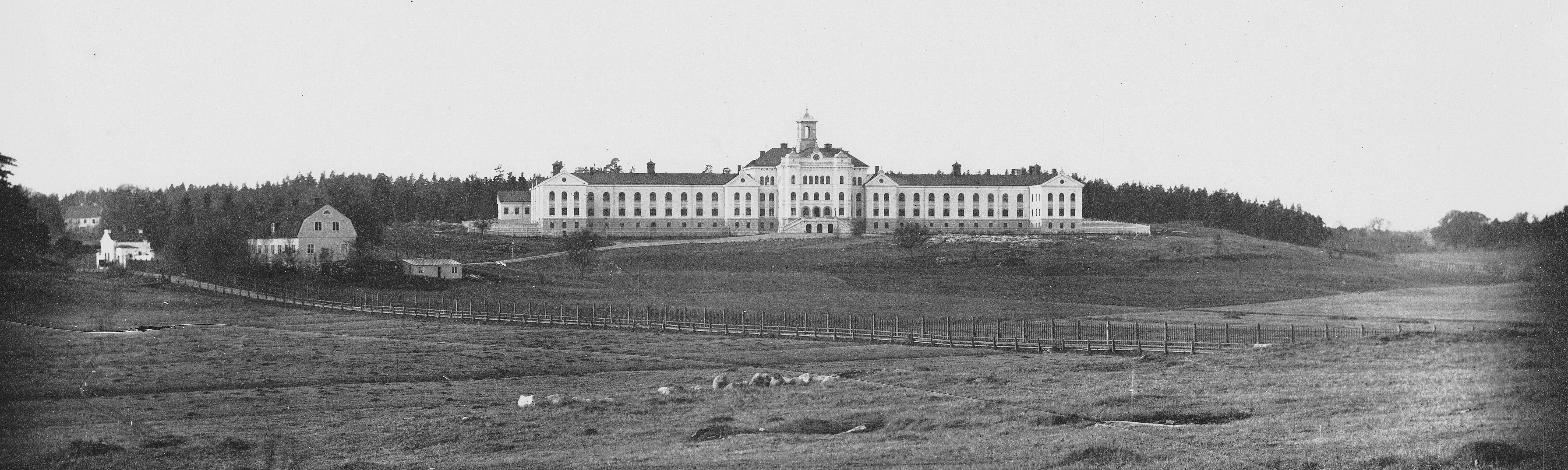
Konradsberg med lantlig omgivning på 1860-tal. Hedvigsbergs malmgård (revs 1943) syns till vänster om huvudbyggnaden och till vänster om malmgården står Konradsbergs grindstuga.

## Konradsberg i litteraturen
Bertil Malmbergs dikt Dårarna är inspirerad av Malmbergs vistelse på dåvarande Stockholms hospital i slutet av 1920-talet. Det tionde numret av tidskriften Essä, utgivet 2021, behandlar frågor om svensk psykiatrivård förr och nu med utgångspunkt i ritningarna över Konradsbergs hospital.

## Överläkare

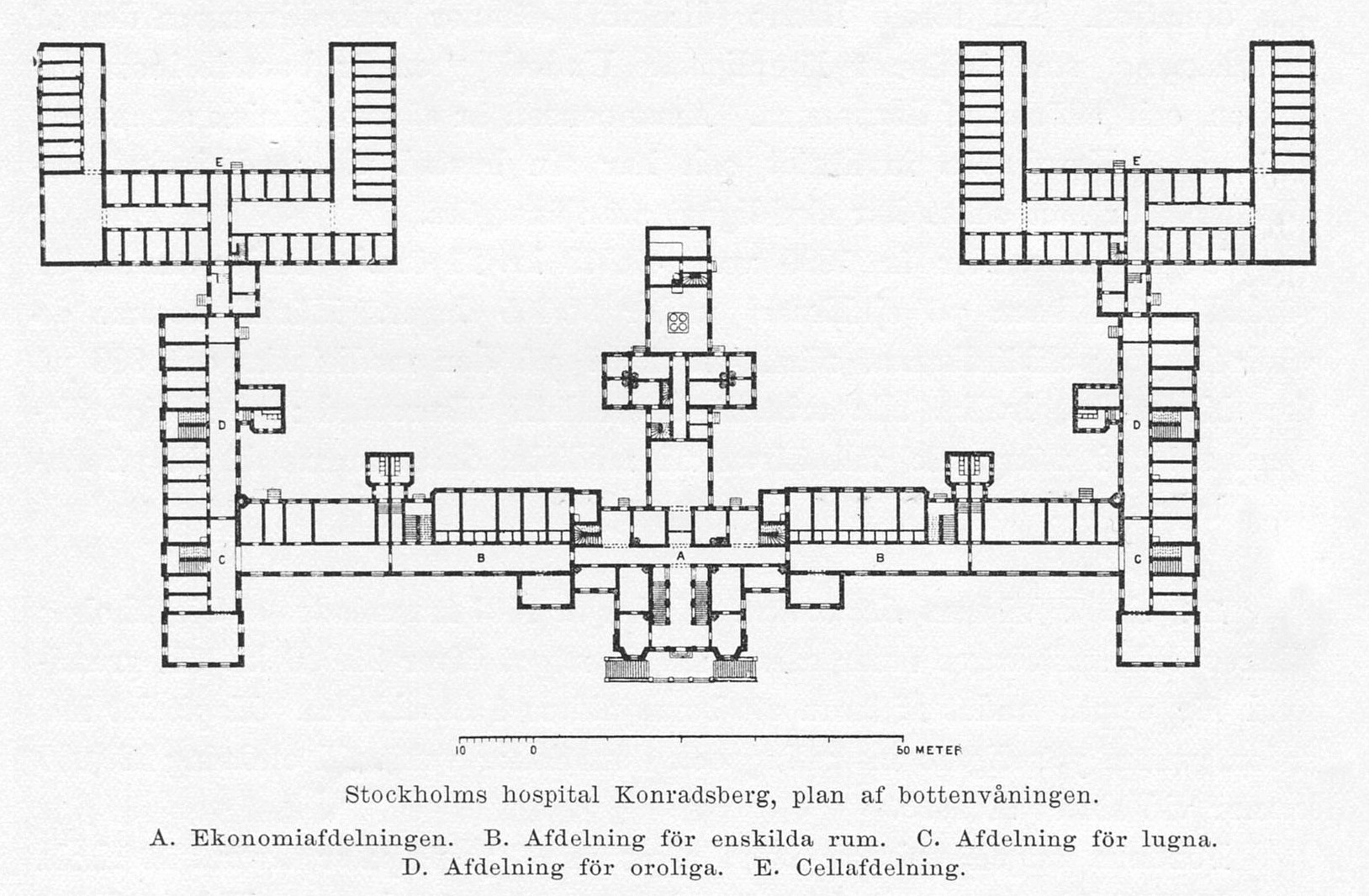
Konradsbergs hospital planritning 1897.

- 1861–1882 – Wilhelm Öhrström
- 1882–1889 – Fredrik Björnström
- 1889–1902 – Ernst Hjertström
- 1902–1929 – Bror Gadelius
- 1929–1940 – Viktor Wigert
- 1940–1943 – Lennart Sahlin
- 1944–1966 – Olof Dagberg
- 1967–1972 – Sten Mårtens
- 1972–1986 – Ruth Ettlinger
- 1987–1995 – Åsa Söderqvist

## Stockholms Internationella Montessoriskola
Stockholms Internationella Montessoriskola (STIMS) var en fristående grundskola med huvudman International Montessori School Sweden AB. STIMS grundades år 2009 och hade cirka 500 elever i åldrarna sex till femton år, d.v.s. från förskoleklass till och med årskurs nio. Samtliga lärare som fanns på skolan talade svenska, men flera hade engelska eller mandarin som modersmål. Skolans pedagogik byggde på Maria Montessoris filosofi.